# دجاير (لاعب كرة قدم)
دجاير (بالبرتغالية: Djair Baptista Machado‏) هو لاعب كرة قدم برازيلي في مركزي قلب الدفاع والدفاع، ولد في 24 ديسمبر 1976 في كاكسياس دو سول في البرازيل. لعب مع غريميو بورتو أليغرينزي ونادي إيتوانو ونادي إيسترن سبورتس ونادي بيلينينسش ونادي جوفنتودي ونادي سامبايو كوريا.

## وصلات خارجية
- دجاير (لاعب كرة قدم) على موقع قاعدة بيانات كرة القدم.إي يو (الإنجليزية)
- دجاير (لاعب كرة قدم) على موقع Soccerway.com (الإنجليزية)